# Срітенське сільське поселення (Котельницький район)
Срі́тенське сільське поселення (рос. Сретенское сельское поселение) — адміністративна одиниця у складі Котельницького району Кіровської області Росії. Адміністративний центр поселення — село Срітеньє.

## Історія
Станом на 2002 рік на території сучасного поселення існували такі адміністративні одиниці:
- Парюзький сільський округ (присілки Парюг, Тіхоненки)
- Срітенський сільський округ (село Срітеньє, присілок В'ялковська, Зайці, Короткі, Лупичі, Сімичі, Фуколята)

Поселення було утворене згідно із законом Кіровської області від 7 грудня 2004 року № 284-ЗО у рамках муніципальної реформи шляхом перетворення та об'єднання Парюзького та Срітенського сільських округів.

## Населення
Населення поселення становить 156 осіб (2017; 144 у 2016, 168 у 2015, 177 у 2014, 215 у 2013, 230 у 2012, 254 у 2010, 462 у 2002).

## Склад
До складу поселення входять 7 населених пункти:
| Населений пункт       | Населення, осіб (2002) | Населення, осіб (2010) |
| --------------------- | ---------------------- | ---------------------- |
| В'ялковська, присілок | 2                      | 1                      |
| Зайці, присілок       | 3                      | 0                      |
| Короткі, присілок     | 3                      | 2                      |
| Лупичі, присілок      | 0                      | -                      |
| Парюг, присілок       | 198                    | 84                     |
| Симичі, присілок      | 8                      | 5                      |
| Срітеньє, село        | 246                    | 162                    |
| Тихоненки, присілок   | 1                      | -                      |
| Фуколята, присілок    | 1                      | 0                      |